# Diane Nukuri
Diane Nukuri-Johnson (Kigozi, 1º dicembre 1984) è una mezzofondista e maratoneta burundese naturalizzata statunitense.

## Biografia
È la detentrice dei record nazionali del Burundi nei 10000 m piani, nella mezza maratona, nel miglio indoor e nei 5000 m piani indoor.
Dopo la sua partecipazione ai Giochi olimpici di Sydney 2000, dove venne eliminata nella batteria dei 5000 m piani, ha preso parte alla maratona dei Giochi olimpici di Londra 2012 concludendo 31ª con il record nazionale di 2h30'13". Nella stessa edizione dei Giochi è stata portabandiera per il Burundi durante la cerimonia di apertura.

## Progressione

### 10000 metri piani
| Stagione | Tempo    | Luogo          | Data      | Rank. Mond. |
| -------- | -------- | -------------- | --------- | ----------- |
| 2016     | 31'28"69 | Rio de Janeiro | 12-8-2016 |             |
| 2012     | 32'45"96 | Palo Alto      | 29-4-2012 |             |
| 2008     | 33'17"01 | Palo Alto      | 4-4-2008  |             |
| 2007     | 33'30"29 | Sacramento     | 7-6-2007  |             |
| 2005     | 36'15"92 | Lawrence       | 21-4-2005 |             |
| 2001     | 34'30"66 | Ottawa         | 20-7-2001 |             |

### Maratona
| Stagione | Tempo    | Luogo     | Data       | Rank. Mond. |
| -------- | -------- | --------- | ---------- | ----------- |
| 2019     | 2h33'38" | Praga     | 5-5-2019   |             |
| 2017     | 2h31'21" | New York  | 5-11-2017  |             |
| 2016     | 2h33'04" | New York  | 6-11-2016  |             |
| 2015     | 2h27'50" | Londra    | 26-4-2015  |             |
| 2014     | 2h29'35" | Amsterdam | 19-10-2014 |             |
| 2013     | 2h30'09" | New York  | 3-11-2013  |             |
| 2012     | 2h30'13" | Londra    | 5-8-2012   |             |
| 2011     | 2h41'21" | New York  | 6-11-2011  |             |
| 2010     | 2h39'08" | Chicago   | 10-10-2010 |             |

## Palmarès
| Anno                          | Manifestazione           | Sede           | Evento         | Risultato | Prestazione | Note              |
| ----------------------------- | ------------------------ | -------------- | -------------- | --------- | ----------- | ----------------- |
| In rappresentanza del Burundi |                          |                |                |           |             |                   |
| 2000                          | Mondiali di cross        | Vilamoura      | Corsa juniores | 18ª       | 21'42"      |                   |
| 2000                          | Giochi olimpici          | Sydney         | 5000 m piani   | Batteria  | 16'38"30    |                   |
| 2001                          | Mondiali di cross        | Ostenda        | Corsa juniores | 27ª       | 23'37"      |                   |
| 2001                          | Giochi della Francofonia | Ottawa         | 10000 m piani  | Bronzo    | 34'30"66    |                   |
| 2012                          | Giochi olimpici          | Londra         | Maratona       | 31ª       | 2h30'13"    | Record nazionale  |
| 2013                          | Giochi della Francofonia | Nizza          | 10000 m piani  | Oro       | 32'29"14    | Record dei Giochi |
| 2016                          | Giochi olimpici          | Rio de Janeiro | 10000 m piani  | 13ª       | 31'28"69    | Record nazionale  |